# Приключения Шерлока Холмса (сборник)
«Приключе́ния Ше́рлока Хо́лмса» (англ. The Adventures of Sherlock Holmes) — сборник из двенадцати детективных рассказов, созданных Артуром Конаном Дойлом. Сборник составлен и опубликован самим автором.

## Общая информация

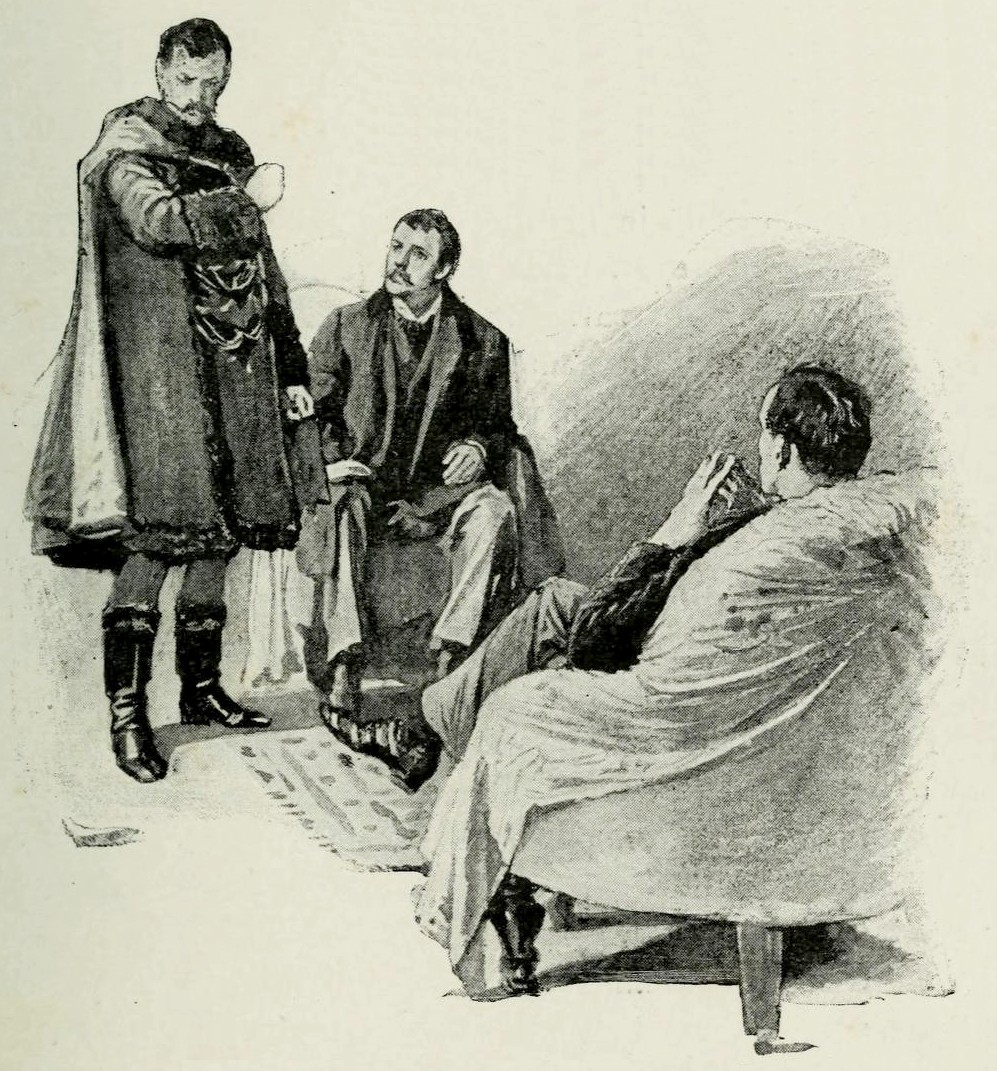
«Скандал в Богемии». Иллюстрация Сидни Пэджета

После создания двух повестей о Шерлоке Холмсе «Этюд в багровых тонах» (первая публикация в 1887 году) и «Знак четырёх» (1890) Конан Дойл решил переключиться на короткие рассказы о Холмсе. Рассказы публиковались раз в месяц в номерах с июля 1891 года по июнь 1892 года в недавно появившемся  журнале  «Strand Magazine».
Дойлу платили по 30 гиней за каждый рассказ (за целую повесть «Этюд в багровых тонах» писатель получил от издательства "Ward, Lock & Co." всего 25 фунтов).
Первым 25 июня 1891 года в июльском номере журнала был опубликован рассказ «Скандал в Богемии» (он же затем был первым и в сборнике). Именно в этом рассказе впервые появился персонаж Ирэн Адлер. Публикация рассказов способствовала росту популярности журнала. Целиком сборник был опубликован 14 октября 1892 года издателем "Strand Magazine" Джорджем Ньюнсом и является первым сборником рассказов о Холмсе. Первый тираж составил 10 000 экземпляров, ещё 4500 экземпляров было напечатано в США издательством "Harper Brothers".
Иллюстратором публикаций отдельных рассказов в журнале, а затем и всего сборника выступил Сидни Пэджет, он впервые работал над произведениями о Шерлоке Холмсе.
Во всех рассказах повествование ведётся от первого лица, в качестве рассказчика выступает доктор Ватсон. В ряде рассказов преступники остаются по тем или иным причинам безнаказанными, также постоянно присутствует тема оправдания ложно обвинённого.
В 1927 году Конан Дойл назвал 12 своих лучших рассказов о Холмсе, среди них было сразу несколько произведений из этого сборника, при этом рассказ «Пёстрая лента» писатель назвал своим любимым, а «Союз рыжих» поставил на второе место.
Рассказы из этого сборника, как и другие произведения о Холмсе, экранизировались множество раз. Некоторые произведения (фильмы, игры и т. д.) носят название «Приключения Шерлока Холмса», но их сюжет иногда не связан конкретно с рассказами из сборника. Многие рассказы были экранизированы в сериале «Шерлок Холмс», снятом Granada Television в 1984—1994 годах.

## Рассказы
| №  | Рассказ                     | Оригинальное название                 | Синопсис | Примечание                                                             |
| -- | --------------------------- | ------------------------------------- | --- | ---------------------------------------------------------------------- |
| 1  | Скандал в Богемии           | A Scandal in Bohemia                  | Король Богемии обращается к Холмсу с просьбой вернуть компрометирующую его фотографию, которая осталась у его бывшей любовницы. | Не преступление. Появление Ирэн Адлер.                                 |
| 2  | Союз рыжих                  | The Red-Headed League                 | Рыжеволосый мужчина устраивается на лёгкую и высокооплачиваемую работу благодаря цвету своих волос, но однажды, явившись на работу, обнаруживает, что наниматели исчезли в неизвестном направлении. Он просит Холмса разгадать загадку исчезновения щедрых нанимателей. |                                                                        |
| 3  | Установление личности       | A Case of Identity                    | К Холмсу обращается обеспеченная девушка, жених которой пропал по дороге на свадьбу, предварительно взяв с неё клятву терпеливо ждать в случае непредвиденных обстоятельств. Отчим девушки всячески препятствует расследованию. | Упоминается Ирэн Адлер. Не преступление.                               |
| 4  | Тайна Боскомской долины     | The Boscombe Valley Mystery           | Убит старик, наживший состояние в Австралии. Обвиняется сын старика, но его невеста, уверенная в невиновности жениха, нанимает Холмса, чтобы спасти обвиняемого. |                                                                        |
| 5  | Пять зёрнышек апельсина     | The Five Orange Pips                  | Много лет назад некий американец получил по почте конверт с пятью апельсиновыми зёрнышками и надписью — тремя буквами «К», — и вскоре погиб при подозрительных обстоятельствах. Теперь его молодому наследнику-англичанину по почте приходит такое же письмо. Испуганный наследник просит Холмса спасти его от смерти.                                                                                        | Расследуется деятельность Ку-Клукс-Клана.                              |
| 6  | Человек с рассечённой губой | The Man with the Twisted Lip          | Пропадает молодой отец семейства, жена в последний раз видела его в лондонских трущобах, где через некоторое время арестовывают урода-попрошайку. | Не преступление.                                                       |
| 7  | Голубой карбункул           | The Adventure of the Blue Carbuncle   | Прохожий находит на улице гуся и шляпу и отдаёт их Холмсу. В зобе у гуся обнаруживают драгоценный камень, который ранее был украден у английской аристократки. | Один из рассказов, где Холмс решает не передавать преступника полиции. |
| 8  | Пёстрая лента               | The Adventure of the Speckled Band    | К Холмсу обращается девушка, сестра которой, незадолго до этого, загадочно умерла с криком: «Пёстрая лента», а отчим разводит экзотических животных и страдает психическим расстройством. |                                                                        |
| 9  | Палец инженера              | The Adventure of the Engineer’s Thumb | Инженера-гидравлика приглашают на консультацию, чтобы установить причину ухудшения работы гидравлического пресса. Его вывозят за город к месту нахождения пресса, а после выполнения работы чуть не убивают; при побеге он теряет палец. | Преступникам удаётся скрыться от правосудия.                           |
| 10 | Знатный холостяк            | The Adventure of the Noble Bachelor   | Аристократ женится на богатой американке, но та исчезает сразу после венчания. | Не преступление.                                                       |
| 11 | Берилловая диадема          | The Adventure of the Beryl Coronet    | Знатная особа королевской фамилии оставляет в залог банкиру диадему. Ночью банкир застаёт в своём кабинете сына, жаловавшегося на денежные затруднения, с диадемой в руках. Позже обнаруживается, что от диадемы отломан кусок. Сын отрицает свою вину, но отказывается говорить, что произошло. Племянница банкира утверждает, что сын невиновен. Банкир просит Холмса спасти его деловую репутацию и семью. |                                                                        |
| 12 | Медные буки                 | The Adventure of the Copper Beeches   | Девушку нанимают гувернанткой, ставя в качестве непременного условия остричь косу и надевать синее платье во время обеда. Странное поведение нанимателей заставляет её, прежде чем принять предложение, заручиться обещанием Холмса в случае необходимости помочь ей. Вскоре Холмсу приходится выполнить обещание — в поместье «Медные буки», где работает девушка, действительно происходит что-то неладное. |                                                                        |